# Häxring

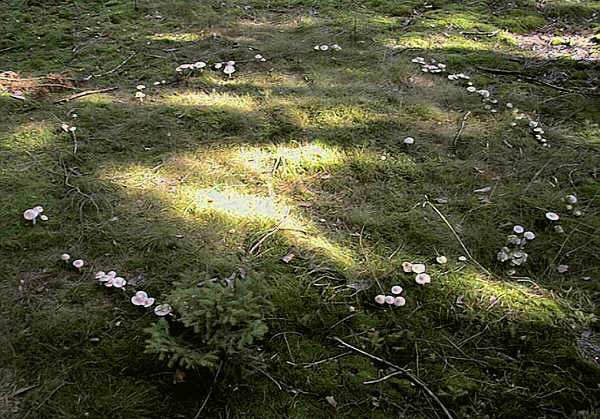
Häxring

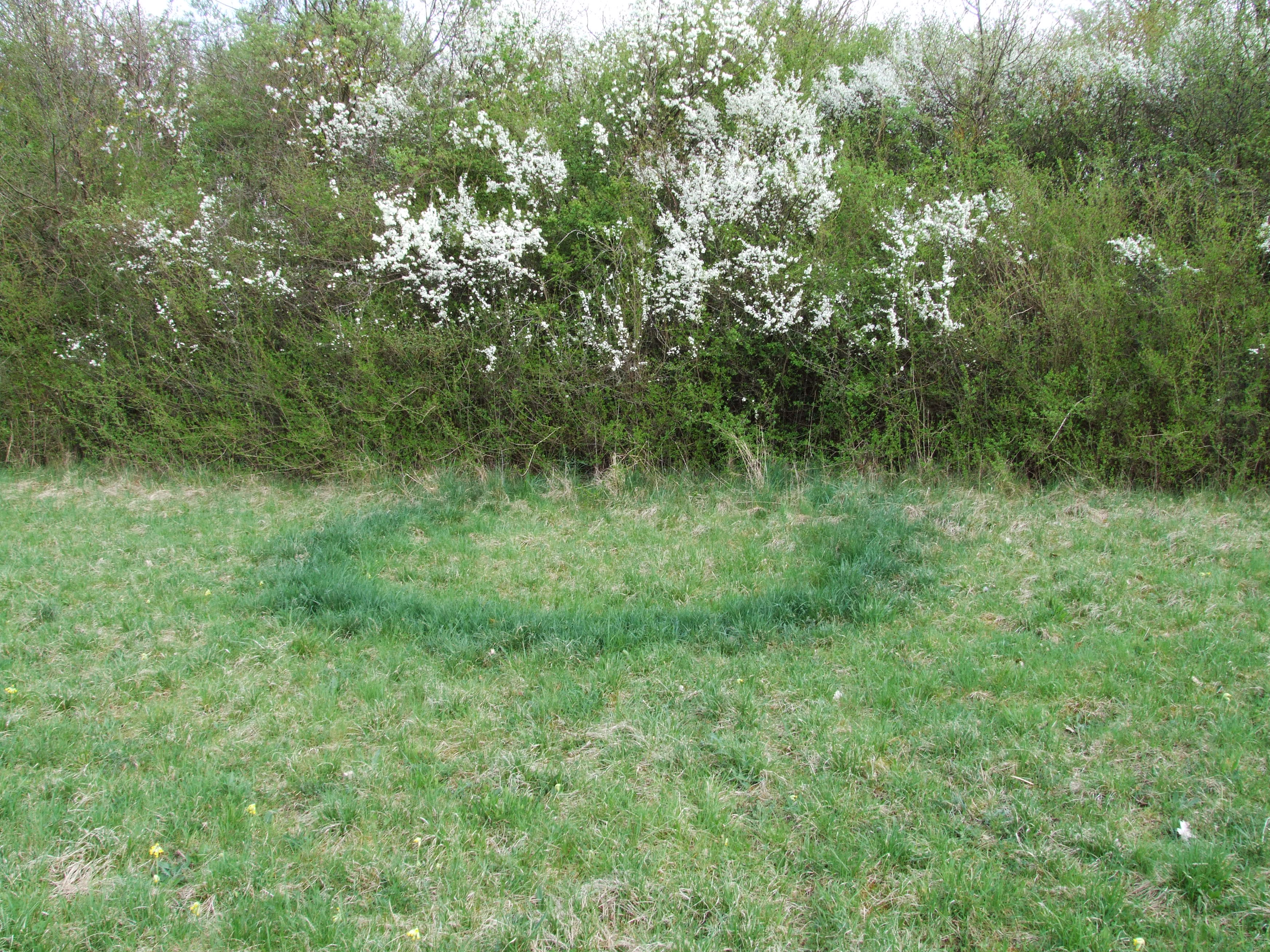
Häxring på en äng

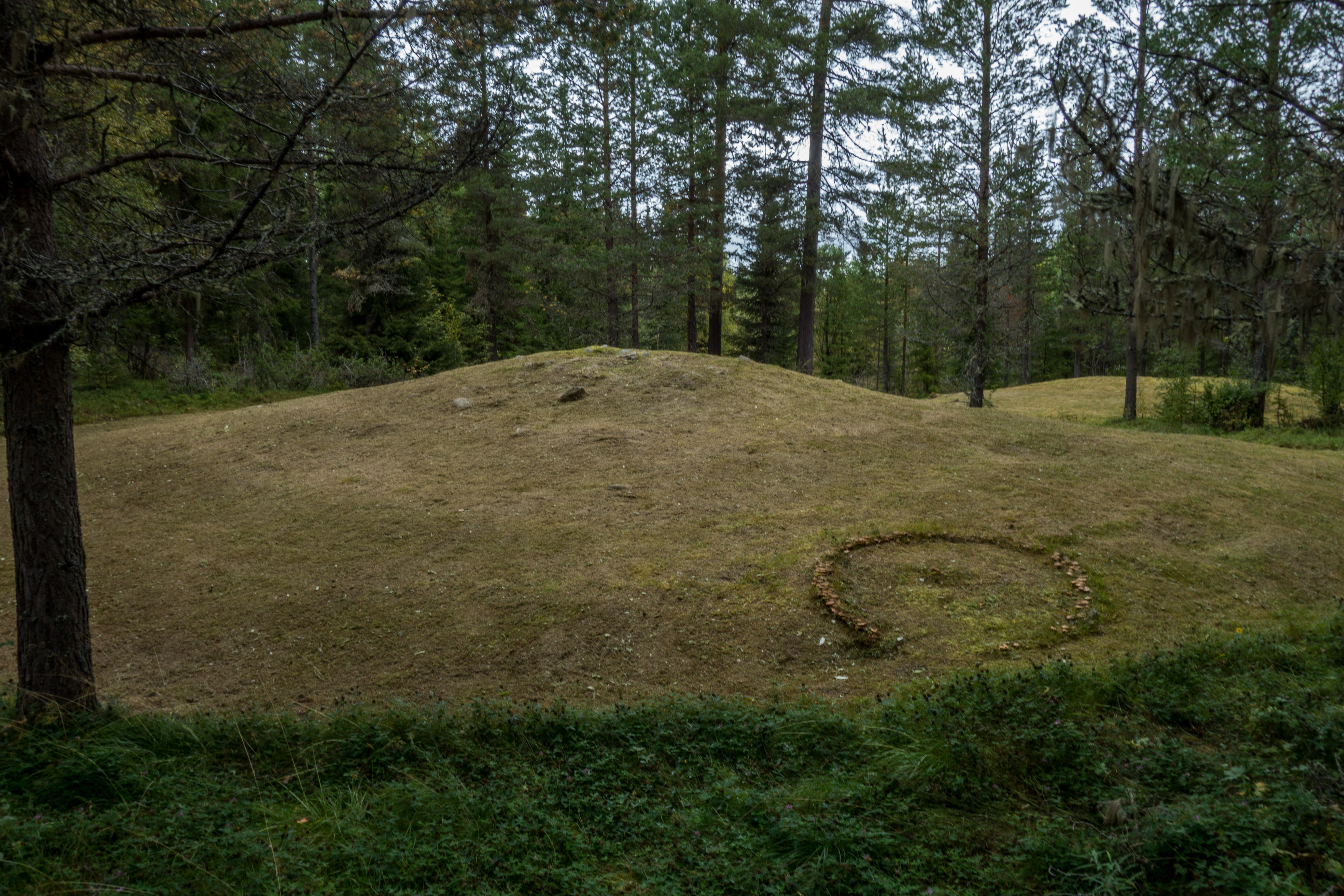
Häxring på en gravhög på Rödön söder om Krokom

En häxring (även kallad älvring och älvdans) är en cirkel- eller bågformad sammanhängande grupp av svampar. Fruktkropparna växer utmed cirkelns kant och inne i häxringen är växtligheten ibland förtvinad och svag, ibland extra kraftig. Häxringar kan bli mer än 10 meter i diameter, men håller sig vanligen inom ett fåtal meter. Ringformen beror på att mycelet efter att ha etablerats på ny plats växer radiellt utåt. Den allra vanligaste häxringsbildande svampen, som ofta förekommer i gräsmattor, är nejlikbroskskivlingen, men även andra och giftiga svampar kan förekomma i häxringar.
Orsaken till den förändrade växtligheten i häxringens inre är inte helt klarlagd, men teorier finns om att svampens mycel förändrar jordens genomsläpplighet för vatten. Det är även påvisat att svampen släpper ifrån sig ämnen som är skadliga för gräsets rötter.

## Annan betydelse
Inom jakt är häxring eller älvaring en benämning på den cirkelrunda stig runt en sten eller en buske som trampats upp av rådjurspar under brunsttiden.